# 川並密
川並 密（かわなみ ひそか / みつ、1891年〈明治24年〉3月22日 - 1978年〈昭和53年〉11月4日）は、日本の陸軍軍人。最終階級は陸軍中将。

## 経歴
茨城県出身。土浦中学校を経て、1912年（明治45年）5月、陸軍士官学校（24期）を卒業。同年12月、陸軍歩兵少尉任官。1923年（大正12年）11月、陸軍大学校（35期）を卒業。陸軍歩兵学校勤務となる。
1936年（昭和11年）8月、歩兵大佐に昇進し歩兵学校教官に就任した。1937年（昭和12年）3月、陸軍通信学校教育部長に異動。同年9月、歩兵第6連隊長に戦死した前任者の後任として着任し日中戦争に出征。南京攻略戦、徐州会戦、武漢作戦に参加した。1939年（昭和14年）3月、陸軍少将に進級し通信学校長に就任。
1941年（昭和16年）10月、陸軍中将に進み第14師団長に親補されチチハルに駐屯し太平洋戦争を迎えた。1942年（昭和17年）12月、通信兵監に転じた。
さらに1944年（昭和19年）7月、第44師団長に親補。1945年（昭和20年）3月、通信兵監に再任され終戦を迎えた。
1947年（昭和22年）11月28日、公職追放仮指定を受けた。

## 栄典
位階
- 1913年（大正2年）2月20日 - 正八位[3]

勲章
- 1940年（昭和15年）8月15日 - 紀元二千六百年祝典記念章[4]
- 1942年（昭和17年）1月14日  - 勲二等瑞宝章[5]